# Burnupia kempi
Burnupia kempi е вид коремоного от семейство Planorbidae.

## Разпространение
Видът е разпространен в Демократична република Конго, Танзания и Уганда.